# Campanularia abyssa
Campanularia abyssa är en nässeldjursart som beskrevs av John Fraser 1940. Campanularia abyssa ingår i släktet Campanularia och familjen Campanulariidae. Inga underarter finns listade i Catalogue of Life.